# جيريمي سبنسر (مغني)
جيريمي سبنسر (بالإنجليزية: Jeremy Spencer)‏ هو عازف قيثارة ومغني وعازف بيانو ومغن مؤلف بريطاني، ولد في 4 يوليو 1948 في هارتلبول في المملكة المتحدة.

## وصلات خارجية
- الموقع الرسمي
- جيريمي سبنسر على موقع IMDb (الإنجليزية)
- جيريمي سبنسر على موقع ميوزك برينز (الإنجليزية)
- جيريمي سبنسر على موقع ديسكوغز (الإنجليزية)
- جيريمي سبنسر على موقع قاعدة بيانات الفيلم (الإنجليزية)